# برنار ريتشارد (دراج)
برنار ريتشارد (بالفرنسية: Bernard Richard)‏ مواليد 30 أغسطس 1957 في فرنسا، هو دراج فرنسي سابق.

## روابط خارجية
- برنار ريتشارد على موقع أرشيف الدراجات (الإنجليزية)
- برنار ريتشارد على موقع إحصائيات الدراجات الإحترافية (الإنجليزية)
- برنار ريتشارد على موقع CycleBase (الإنجليزية)